# Ronda de Castellón

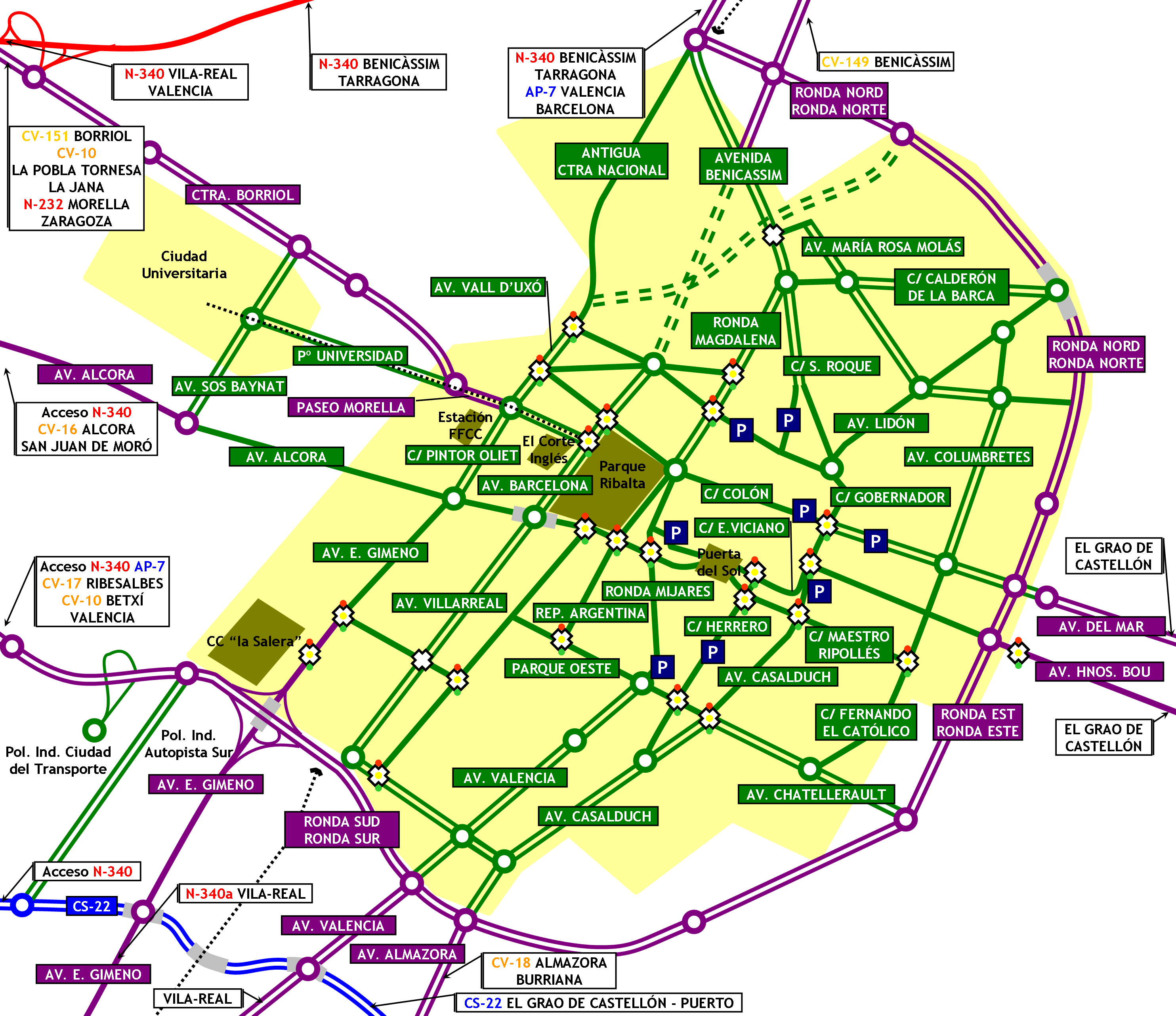
Plan du réseau de Castellón de la Plana.

La Ronda de Castellón est une avenue qui entoure Castellón de la Plana du nord au sud par l'est en desservant les différents zones du centre urbain.
D'une longueur de 10 km, elle relie la N-340a du nord au sud de la ville.
Elle est composée de plusieurs échangeurs qui desservent le centre ville sous forme de giratoires et croisements.
Elle est divisée en trois tronçons : 
- la Ronda Norte ;
- la Ronda Este ;
- la Ronda Sur.

Elle appartient à la Communauté valencienne.

## Tracé
- Elle se déconnecte par un giratoire de la N-340a au nord tout près de Hospital General de Castello.
- Elle contourne le centre urbain par l'est avant d'atterrir au niveau des zones industrielles du sud pour enfin se reconnecter à la N-340a au sud de la ville.

## Sorties

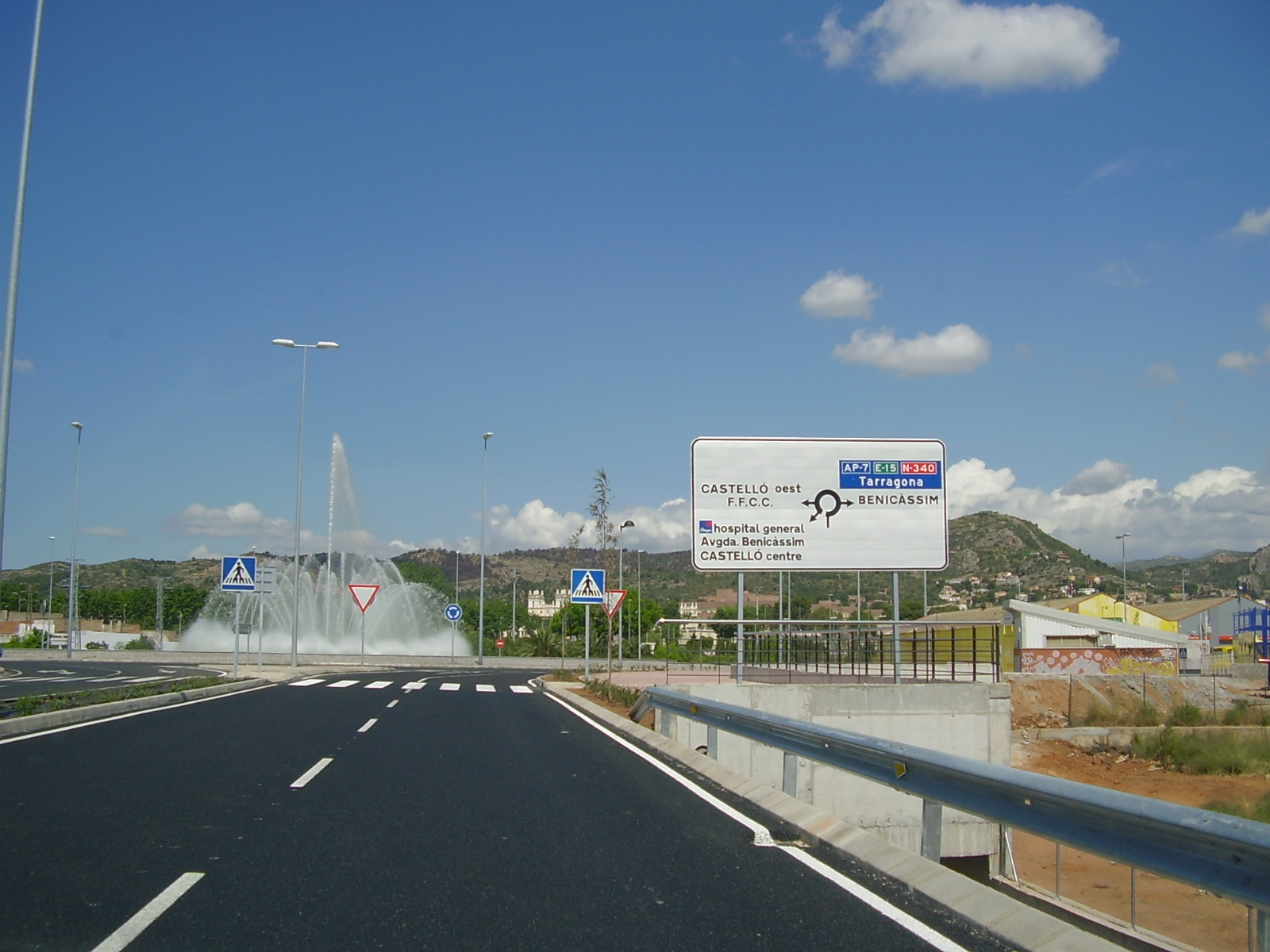
Section nord du Périphérique

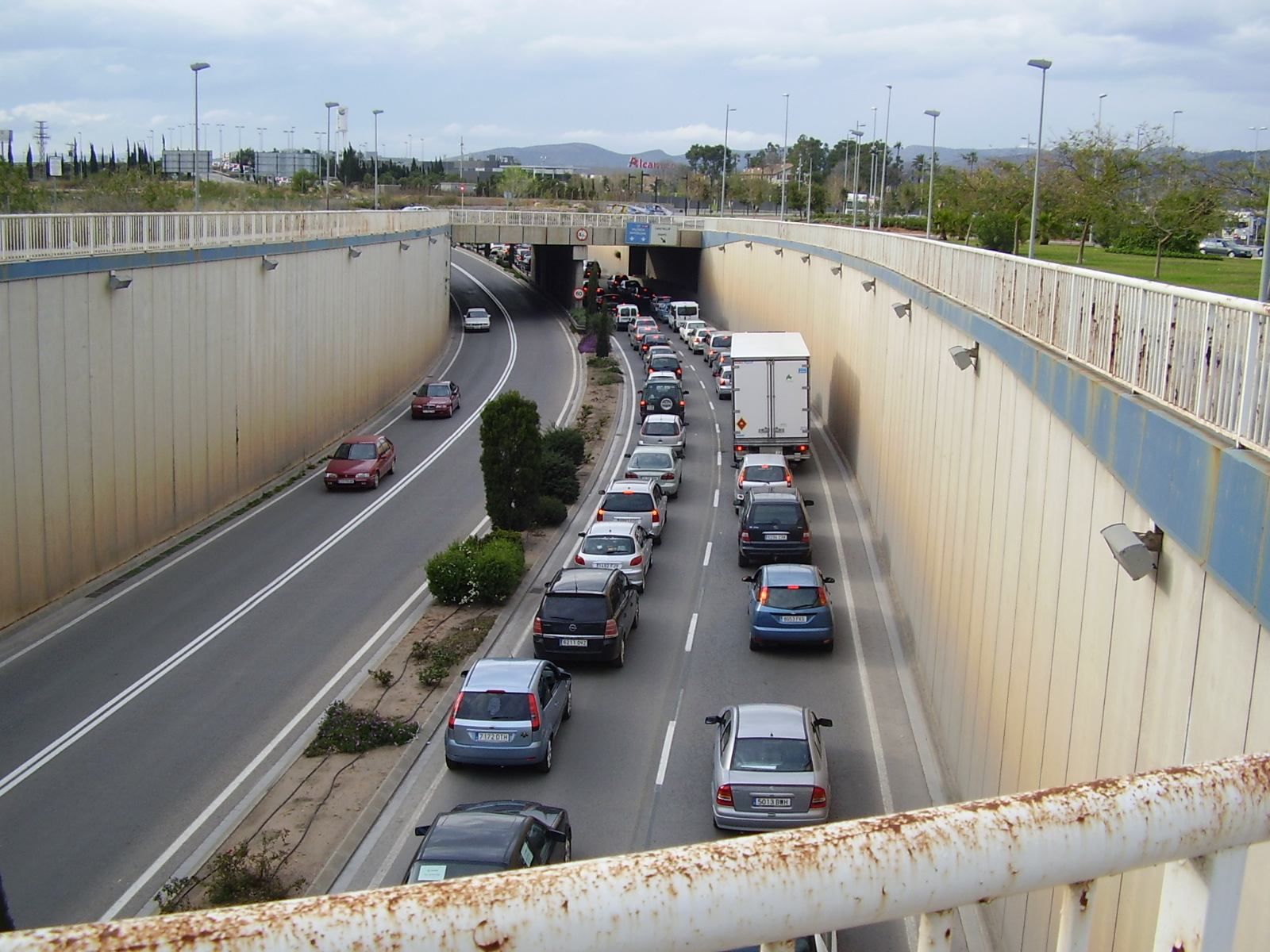
Embouteillage au sud du périphérique

| Numéro de la sortie | Nom de la sortie | Bifurcation  |
| ------------------- | --- | ------------ |
|                     | Ronda Nord |              |
|                     | Castellón Ouest - Castellón-Avenida de Benicàssim Tarragone - Barcelone AP-7 Benicàssim                                                     | N-340a       |
|                     | Castellón Centre - Castellón-Avenida de Barcelona Benicàssim                                                                                | CV-149       |
|                     | Castellón Centre - Castellón-Avenida Maria Rosa Molas                                                                                       |              |
|                     | Castellón-Camino de la Plana - Castellón-Avenida de la Virgen del Lidon                                                                     | CV-1510      |
|                     | Ronda Est |              |
|                     | Castellón-Camino Hondo - Castellón -Calle de Rafalafena                                                                                     |              |
|                     | Castellón-Avenida del Mar - Castellón-Glorieta de Los Moros de l'Aqueria Carrefour Castellón El Grau de Castellón - Port de Castellón CS-22 | CV-1540      |
|                     | Castellón-Avenida de Los Hermanos Bou - Castellón Centre El Grau de Castellón - Port de Castellón CS-22                                     |              |
|                     | Castellón-Avenida de Chatellerault - Castellón-Camino de Almalafa                                                                           |              |
|                     | Ronda Sud |              |
|                     | Castellón-Camino de Villamargo - Castellon Sud Zone Industrielle El Serralo                                                                 |              |
|                     | Castellon Sud - Castellón-Avenida de Casalduch Almazora - Burriana - Nules Port de Castellón CS-22 - Zone Industrielle Fadrell              | CV-18        |
|                     | Castellón Sud - Castellón-Avenida de Valencia Zones Industrielles Millars Ratlar i l'Estapar Ronda Sur Port de Castellón CS-22              |              |
|                     | Castellón Ouest - Castellón-Avenida de Enrique Gimeno Vila-real - Ciutat del Transporte Valence - Sagonte AP-7 A-7 CV-10                    | N-340a CV-17 |